# آل غريغ
آل غريغ (بالإنجليزية: Al Gregg)‏ (9 يونيو 1963 في المملكة المتحدة)؛ عازف قيثارة، ممثل وروائي بريطاني.

## روابط خارجية
- آل غريغ على موقع IMDb (الإنجليزية)